# Lasianthus longipedunculatus
Lasianthus longipedunculatus är en måreväxtart som beskrevs av Richard Neville Parker. Lasianthus longipedunculatus ingår i släktet Lasianthus och familjen måreväxter. Inga underarter finns listade i Catalogue of Life.